# Оилоуч, Рейнольд
Рейнольд Б. Оилоуч (англ. Raynold B. Oilouch; род. 1965 или 1966) — политик из Палау, занимавший пост вице-президента Палау с 19 января 2017 года по 21 января 2021 года. Оилоуч был избран вице-президентом на выборах 2016 года. Он также являлся министром юстиции.
До своего пребывания на посту вице-президента он занимал пост сенатора от Нгчесара в сенате Палау.
Оилоуч имеет степень бакалавра социальных и экономических наук Канберрского колледжа высшего образования. Он также занимается юридической практикой на Палау с 1998 года.

## Источник
- Vice President Oilouch, Senate President Baules and Speaker Anastacio Meets Russia Expo 2025 Bid Committee – PalauGov.pw (англ.). Дата обращения: 11 октября 2021. Архивировано 11 октября 2021 года.